# Nagysajó község
Nagysajó község (románul: Comuna Șieu) község Beszterce-Naszód megyében, Romániában. Központja Nagysajó, beosztott falvai Paszmos, Sajósolymos, Árdány.

## Népessége
A 2011-es népszámlálás adatai alapján a község népessége 2827 fő volt.

## Látnivalók, turizmus
A község területén áthalad a 2018-ban létrehozott Via Transilvanica hosszútávú turistaút Felföld (Ținutul de Sus) nevű szakasza.